# Наварро, Десидерио
Десидерио Наварро Перес (исп. Desiderio Navarro Pérez; 13 мая 1948 — 7 декабря 2017) — кубинский литературный критик, искусствовед и культуролог, переводчик-полиглот (переводил с 16 языков), основатель и главный редактор общественно-культурного журнала «Критериос» («Criterios»). Лауреат многих национальных и международных премий.

## Биография
Хотя Наварро не имеет университетского диплома, он является одним из ведущих кубинских учёных.
С 1960-х годов его исследования и статьи по вопросам литературы, искусства, эстетики и культуры прочно завоёвывают своё место в различных журналах и антологиях, как национальных, так и заграничных. Его работы публиковались в Мексике, Коста-Рике, Эквадоре, Перу, Португалии, Испании, Франции, Словакии, Польше, России, Венгрии, Болгарии, Эстонии и США.
Автор нескольких антологий, среди которых «Культура, идеология и общество» (Cultura, ideología y sociedad, 1975, 1983), «Анатолий Луначарский о культуре, искусстве и литературе» (Anatoli Lunacharski. Sobre cultura, arte y literatura, 1981, 1985), «Патрис Пави: театр и его восприятие» (Patrice Pavis. El teatro y su recepción. Semiología, cruce de culturas y postmodernismo, 1994), «Юрий Лотман: семиосфера» (Iuri Lotman. La semiosfera, в трёх томах, 1996, 1998, 2000), «Стефан Моравский. От эстетики к философии культуры» (Stefan Morawski. De la estética a la filosofía de la cultura, 2006) и другие.
Десидерио Наварро переводил с английского, французского, немецкого, итальянского, русского, польского, венгерского, чешского, хорватского, словацкого, румынского, болгарского, словенского и португальского языков. Являясь марксистом, переводил на испанский русских формалистов и Михаила Бахтина, а также западноевропейских леворадикальных авторов, далёких от официальной идеологии.
Входит в редакции журналов «Southern Atlantic Quarterly» (США), «Escritos» (Мексика), «Kipus» (Эквадор), «Eutopías» (Испания) и «Entretextos» (Испания).